# Europastraße 821
Die Europastraße 821 (kurz: E 821) ist eine rund 19,5 Kilometer lange Europastraße des Zwischennetzes, die in der italienischen Region Latium den Autobahnring von Rom (Grande Raccordo Anulare (A90)) mit der Autostrada A1 bei San Cesareo verbindet.

## Verlauf
Die Europastraße zweigt bei dem Knoten mit  der A1 diramazione Roma Sud vom Autobahnring (hier: Europastraße 80) ab und verläuft in ostsüdöstlicher Richtung, bis sie auf die Autostrada A1 (hier: Europastraße 45 nach Neapel) trifft.